# Monsieur Muffler
Monsieur Muffler est une entreprise québécoise spécialisée dans le domaine de la mécanique automobile, fondée à Montréal en 1956 par Claude Despatie.
La bannière Monsieur Muffler compte aujourd’hui environ une soixantaine de franchises au Québec et en Ontario.

## Croissance

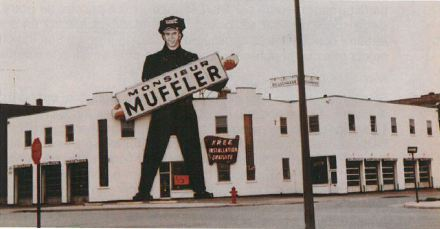
Photo d'antan d'un atelier Monsieur Muffler.

D'abord axé sur la réparation et l’installation de silencieux (en anglais : Muffler), le garage de Claude Despatie connaît un certain succès et ouvre deux autres succursales dès 1959. Associé à l’entrepreneur en esthétique automobile Gérard Lebeau la même année, les deux hommes d’affaires créent subséquemment un atelier conjoint où leurs services se complètent.
Leur alliance sera cependant de courte durée, puisque Claude Despatie trouve la mort dans un accident d’avion quelques mois plus tard. Son épouse hérite alors de l’entreprise qu’elle fera croître à un rythme constant, dès l’admission des premières franchises. La raison sociale « Monsieur Muffler » sera officiellement adoptée en 1963.

## Groupe MMO
En 1999, le Groupe MMO acquiert Monsieur Muffler et célèbre sept ans plus tard le cinquantième anniversaire de la fondation de l’entreprise,.

## Bertrand Godin
Le pilote et chroniqueur automobile Bertrand Godin est porte-parole de l'entreprise depuis 2004. Également conférencier et instructeur de conduite pour les policiers et les aspirants policiers à l'École nationale de police du Québec, Godin apparaît régulièrement dans des chroniques et sur les réseaux sociaux de l'entreprise.

## Actions caritatives

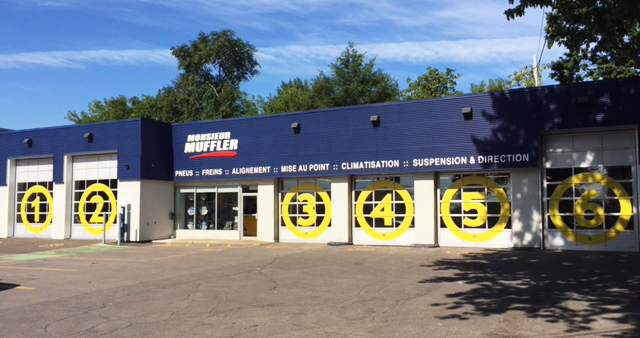
Atelier Monsieur Muffler à Laval

Monsieur Muffler contribue chaque année à plusieurs causes philanthropiques :
- Société de la Sclérose Latérale Amyotrophique du Québec[6]
- Fondation des Étoiles[7]
- Jeunes Entreprises du Québec[8]
- Fondation CHU Sainte-Justine[9]
- La Maison Dalauze[10]
- Fondation de l’Hôpital Sainte-Anne[11]
- Fondation de la recherche sur le diabète juvénile (FRDJ)[12]

En 1965, « Monsieur Muffler » commanditait le coureur automobile Jacques Duval,

### Ice Bucket Challenge
En août 2014, Daniel Malandruccolo, vice-président de Monsieur Muffler, est apparu dans une vidéo diffusée sur la chaîne YouTube de l'entreprise, durant laquelle il relevait le défi Ice Bucket Challenge.